# Кулемет Максима
Кулеме́т Ма́ксима — станковий кулемет, розроблений британським зброярем американського походження Гайремом Стівенсом Максимом у 1883 році. Кулемет Максима став одним з родоначальників автоматичної зброї; він широко використовувався під час англо-бурської війни 1899—1902, а його похідні взяли участь у Першій світовій і Другій світовій війнах, а також у багатьох малих війнах і збройних конфліктах XX століття, а також зустрічається в «гарячих точках» по всьому світу і в наші дні.

## Історія створення
У 1873 році американський винахідник Гайрем Стівенс Максим (1840 — 1916) створив перший зразок автоматичної зброї — кулемет Ма́ксима. Він вирішив використовувати енергію віддачі зброї, яка до цього ніяк не використовувалася. Але випробування і практичне застосування цієї зброї були припинені на 10 років, так як Максим був не тільки зброярем і крім зброї цікавився іншими винаходами. У його діапазон інтересів входила різна техніка, електрика і так далі, а кулемет був лише одним з багатьох його винаходів. На початку 1880-х років Максим, нарешті, взявся за свій кулемет, але за зовнішнім виглядом його зброя вже сильно відрізнялося від зразка 1873 року. Можливо, ці десять років пішли на обдумування, розрахунки та удосконалення конструкції в кресленнях. Після цього Гайрем Максим дав пропозицію уряду США про прийняття його кулемета на озброєння. Але винахід нікого в США не зацікавив, і тоді Максим емігрував у Велику Британію, де його розробка спочатку теж не викликала особливого інтересу з боку військових. Однак ним зацікавився присутній на випробуваннях нової зброї британський банкір Натаніель Ротшильд, який погодився фінансувати розробку та виробництво кулемета.
«Збройна компанія Максима» почала виготовляти і рекламувати кулемети, показуючи їх роботу в багатьох державах. Гайрему Максиму вдалося домогтися відмінної живучості та надійності своєї зброї, і наприкінці 1899 року, його кулемет, вироблений під британський набій калібру .303 British (7,7 мм) зробив 15 тис. пострілів без будь-яких серйозних труднощів. Виготовлення одного кулемета Максима вимагало 2448 операцій і займало 700 робочих годин.
 Ранні варіанти кулемета Максима.

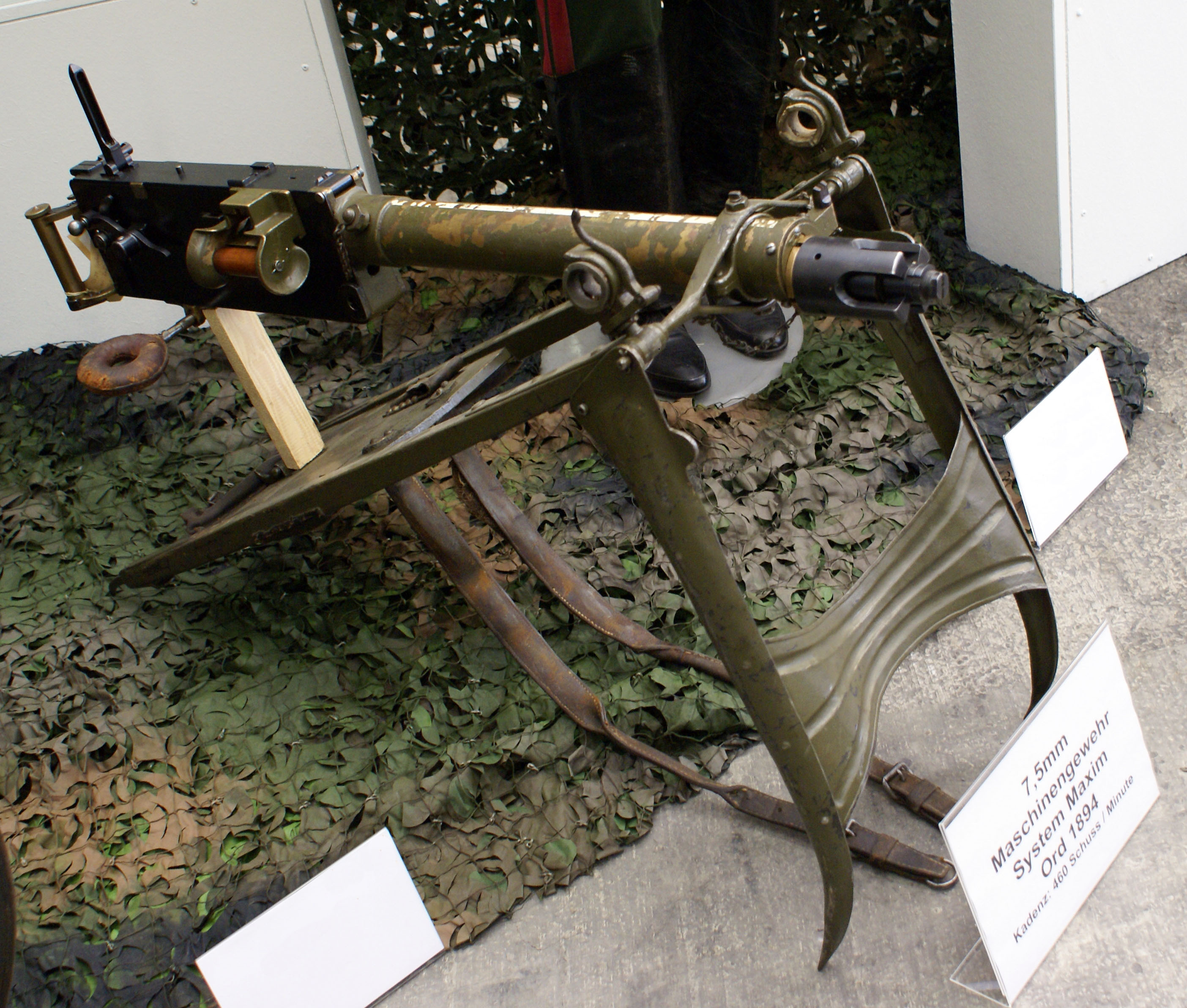
7,5-мм кулемет «Максим» зразка 1894 року.
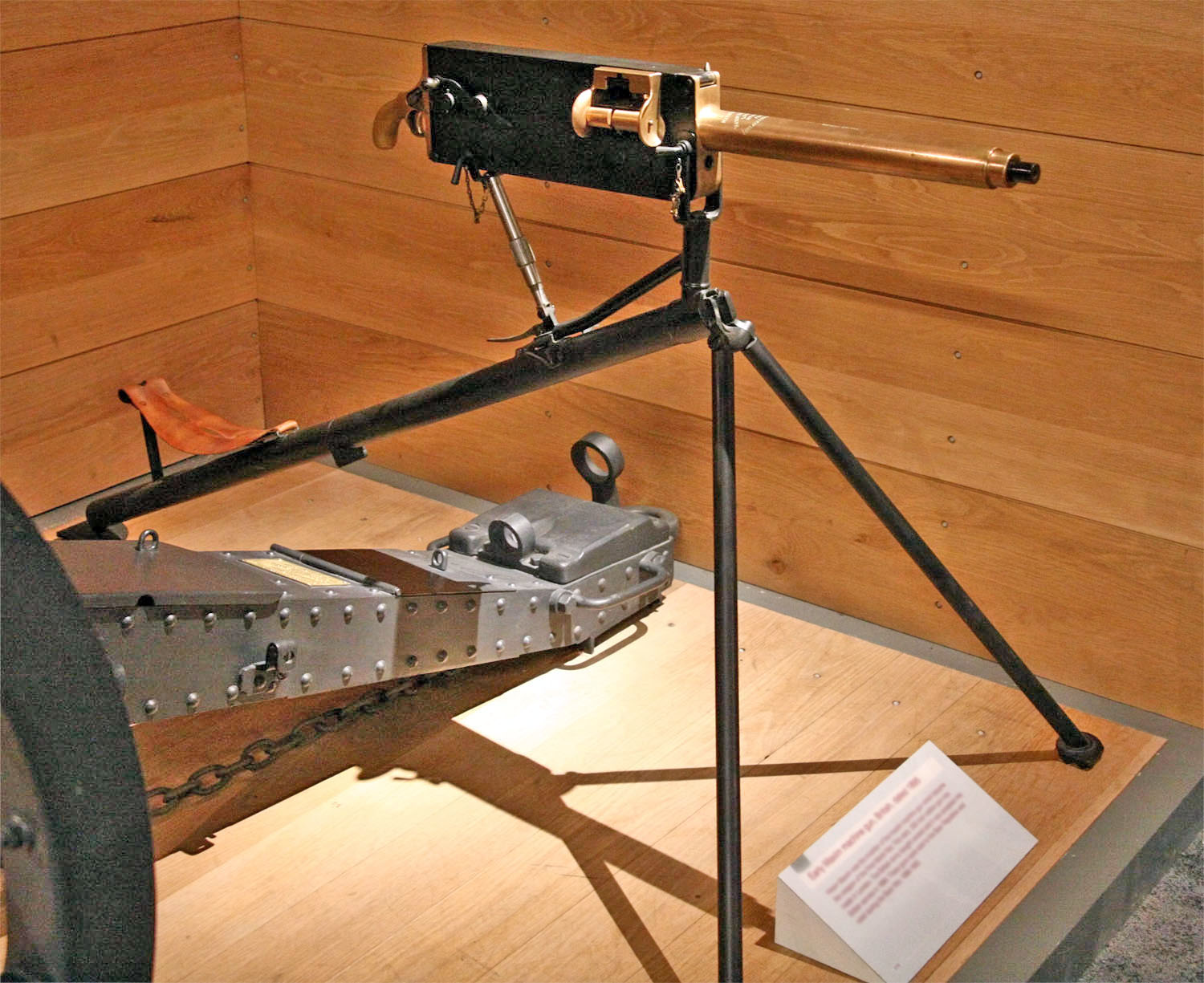
Один із найперших варіантів кулемета «Максим», без кожуха охолодження.
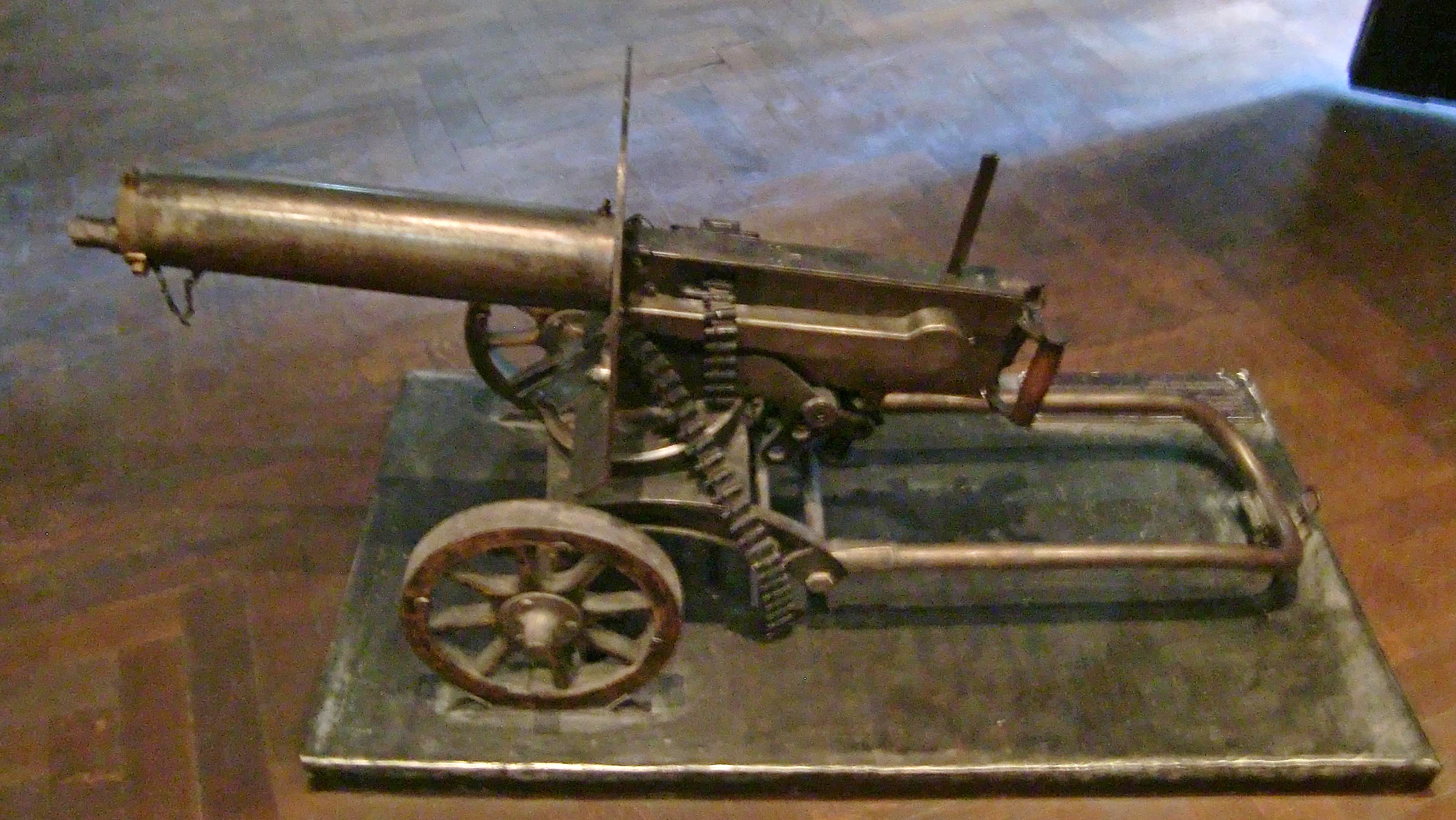
Російський кулемет Максима зразка 1910 року

## Система
Кулемет системи Максима (або просто «Максим») — автоматична зброя, заснована на автоматиці віддачі ствола, при короткому ході ствола. Під час пострілу порохові гази відправляють ствол тому, приводячи в рух механізм перезарядження, який витягає з тканинної стрічки набій, досилаючи його в казенник і при цьому одночасно зводячи затвор. Після пострілу операція повторюється заново. Кулемет має середній темп стрільби — 600 пострілів за хвилину (в залежності від версій варіюється від 450 до 1000), а бойова швидкострільність становить 250—300 пострілів за хвилину.
Для стрільби з кулемета зразка 1910 року застосовуються гвинтівочні набої 7,62 × 54 мм R з кулями зразка 1908 року (легка куля) і зразка 1930 року (важка куля). Спускова система розрахована тільки на автоматичний вогонь і має запобіжник від випадкових пострілів. Живлення кулемета відбувається набоями з приймача повзункового типу, з тканинної або металевої стрічки ємністю 250 набоїв, яка з'явилася пізніше. Прицільне пристосування має у своєму складі стояковий приціл і мушку з прямокутною вершиною. На деяких кулеметах також міг встановлюватися оптичний приціл. Кулемет спочатку встановлювали на громіздкі лафети, за зразком лафетів мітральєзи; потім з'явилися портативні станки, зазвичай на триногах; в російській армії з 1910 року використовувався колісний станок, розроблений полковником А. А. Соколовим. Цей станок надавав кулемету достатню стійкість при стрільбі і дозволяв, на відміну від триног, легко переміщати кулемет при зміні позиції.

### Основні деталі
- Короб
- Кожух
- Потиличник
- Затвор
- Приймач
- Поворотна пружина
- Коробка поворотної пружини
- Замок
- Спусковий гачок

### Набої який використовують
| Набій                   | Назва зброї        | Калібр, мм | Початкова швидкість кулі, м/с | Кінетична енергія кулі, Дж | Вага набою, г | Вага кулі, г                 | Вага порохового заряду, г | Довжина набою, мм | Довжина гільзи, мм |
| ----------------------- | ------------------ | ---------- | ----------------------------- | -------------------------- | ------------- | ---------------------------- | ------------------------- | ----------------- | ------------------ |
| 7,62×54 мм              | Максим зразка 1910 | 7,91       | 830                           | 2920-4466                  | 22,7-25,1     | 9,6-11,8                     | 3,1                       | 77,16             | 53,72              |
| 7,92×57 мм              | MG-08              | 8,09       | 735-837                       | 3600-3666                  | ?             | 12,8 (зі сталевим осереддям) | 3,05                      | 80,5              | 56,75              |
| .303 British            | Віккерс            | 7,92       | 701—760                       | 2888—3122                  | ?             | 9,98—11,6                    | 2,43                      | 77                | 56,4               |
| 7,5 × 55 мм Шмідт-Рубін | MG-11              | 7,77       | 750—910                       | 3437—3700                  |               | 8—13                         |                           | 77,7              | 55,6               |

## Кулемет Максима у Росії
Після успішної демонстрації кулемета в Швейцарії, Італії і Австрії Гайрем Максим приїхав в Росію з показовим зразком кулемета 45-го калібру (11,43 мм). У 1887 році пройшли випробування кулемета «Максим» під 10,67-мм набій гвинтівки Бердана з димним порохом.
8 березня 1888 року з нього стріляв імператор Олександр III. Після випробувань, представники російського військового відомства замовили Максиму 12 кулеметів зразка 1885 року під 10,67-мм набій гвинтівки Бердана. Постачати кулемети «Максим» в Росію почало підприємство «Сини Віккерс і Максим». Кулемети були доставлені в Санкт-Петербург в травні 1889 року. Новою зброєю зацікавився і російський військовий флот, він замовив ще два кулемети для проведення випробувань.
Надалі, гвинтівка Бердана була знята з озброєння, і кулемети «Максим» були перероблені під набій 7,62-мм російської гвинтівки Мосіна. У 1891—1892 рр. для випробувань були закуплені п'ять кулеметів під набій 7,62х54 мм. Протягом 1897—1904 рр. було закуплено 291 кулемет.
У 1901 році 7,62-мм кулемет Максима на колісному лафеті англійського зразка був прийнятий на озброєння сухопутних військ, протягом цього року в російську армію надійшло перші 40 кулеметів Максим. Кулемет (вага якого на важкому лафеті з великими колесами і великим бронещитом становила 244 кг) віднесли в підпорядкування артилерії. Кулемети планувалося використовувати для оборони фортець, для відбиття вогнем із заздалегідь обладнаних і захищених позицій масованих атак піхоти противника.
У березні 1904 року було підписано контракт про виробництво кулеметів «Максим» на Тульському збройовому заводі. Вартість виробництва тульського кулемета (942 рубля + 80 фунтів стерлінгів комісійної винагороди фірмі «Віккерс», всього близько 1700 рублів) була дешевше, ніж вартість придбання у англійців (2288 рублів 20 копійок за кулемет). У травні 1904 року на Тульському збройовому заводі почалося серійне виробництво кулеметів.

## Застосування
Кулемет «Максим» був призначений для підтримки піхоти вогнем, а також для придушення вогню противника і розчищення шляху піхотинцям при наступі, або для прикриття під час відступу.
В обороні кулемет «Максим» був призначений для боротьби з вогневими точками противника, для обстрілювання відкритих підступів. Наприкінці XIX — початку XX століття європейські пацифісти часто пред'являли вимоги ввести повну заборону на використання кулемета в військових конфліктах, як негуманного зброї. Спровоковані ці вимоги були тим, що Велика Британія першою серед колоніальних імперій виявила переваги кулемета і активно стала застосовувати його в зіткненнях з тубільними повстанцями.
В Судані 2 вересня 1898року у битві при Омдурмані 10-тисячне англо-єгипетське військо билося зі 100-тисячною армією Судану, яка складалася, в основному, з іррегулярної кінноти. Масованим кулеметним вогнем атаки суданської кінноти були відбиті. Англійські частини при цьому зазнали незначних втрат.

### Бойове використання в Російсько-японській війні

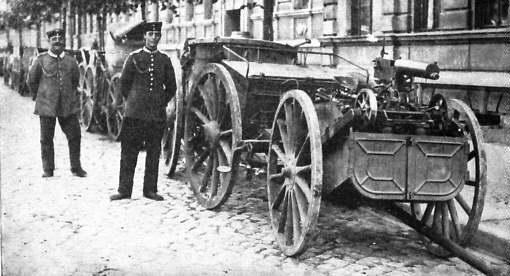
Трофейні російські станкові кулемети Максима на лафеті, Берлін

Кулемет Максима застосовувався під час Російсько-японської війни. В одному з боїв під Мукденом російська батарея, оснащена шістнадцятьма кулеметами «Максим» (тоді в російській армії кулемети були підпорядковані артилерійському відомству), протистояла кільком атакам японців, незабаром японська сторона втратила половину наступаючих. Без допомоги кулеметів відбити ці атаки так ефективно було б неможливо. Провівши кілька десятків тисяч пострілів за порівняно малий проміжок часу, російські кулемети проте не вийшли з ладу і були в хорошому стані, довівши тим самим свої виняткові бойові характеристики. Тепер кулемети стали закуповуватися сотнями, незважаючи на значну ціну, понад 3000 рублів за кулемет. При цьому їх вже у військах знімали з важких лафетів і з метою підвищення маневреності ставили на саморобні, більш легкі і зручні в перевезенні станки.

### Застосування у Німецько-радянській війні

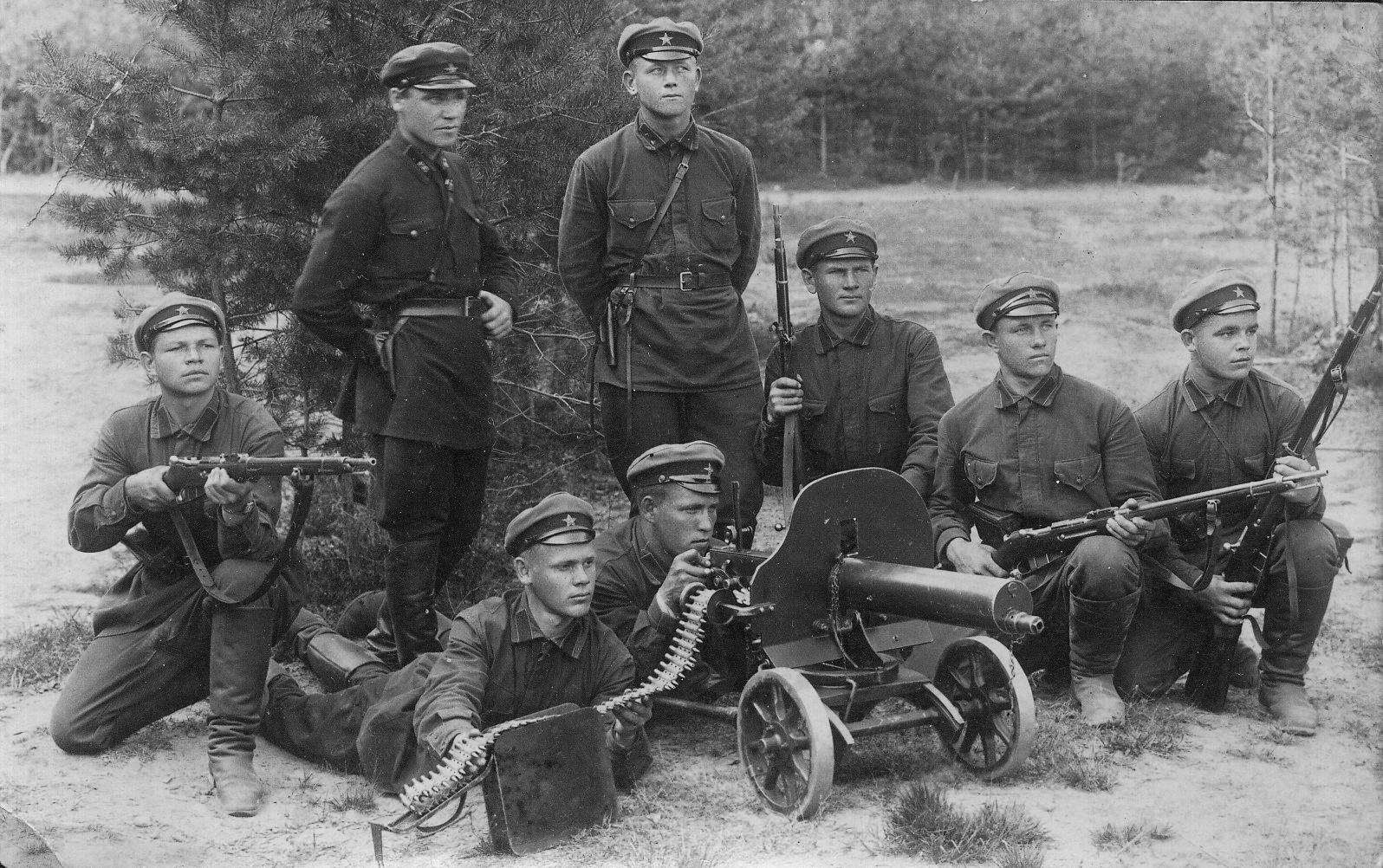
Командири та бійці РСЧА з кулеметом Максима, кінець 1920-х — початок 1930-х років

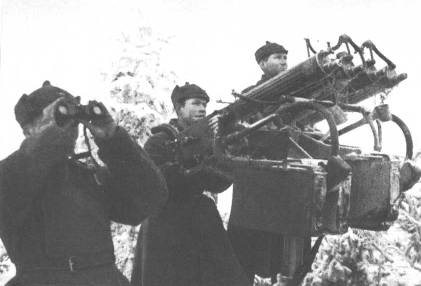
Зчетверена зенітно-кулеметна установка зразка 1931 року

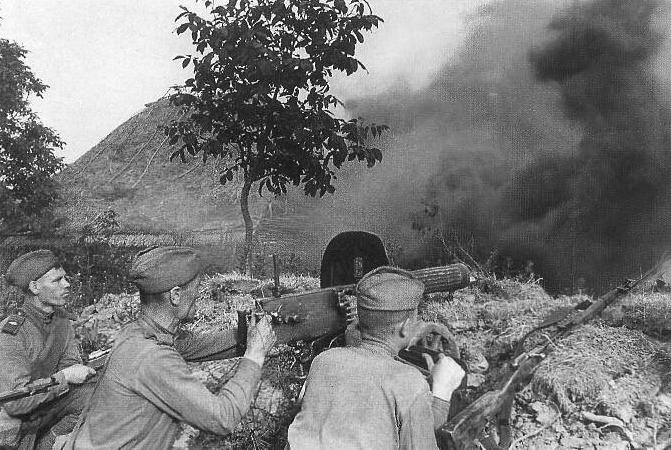
Розрахунок кулемета Максима веде вогонь по ворогу. Курська битва.

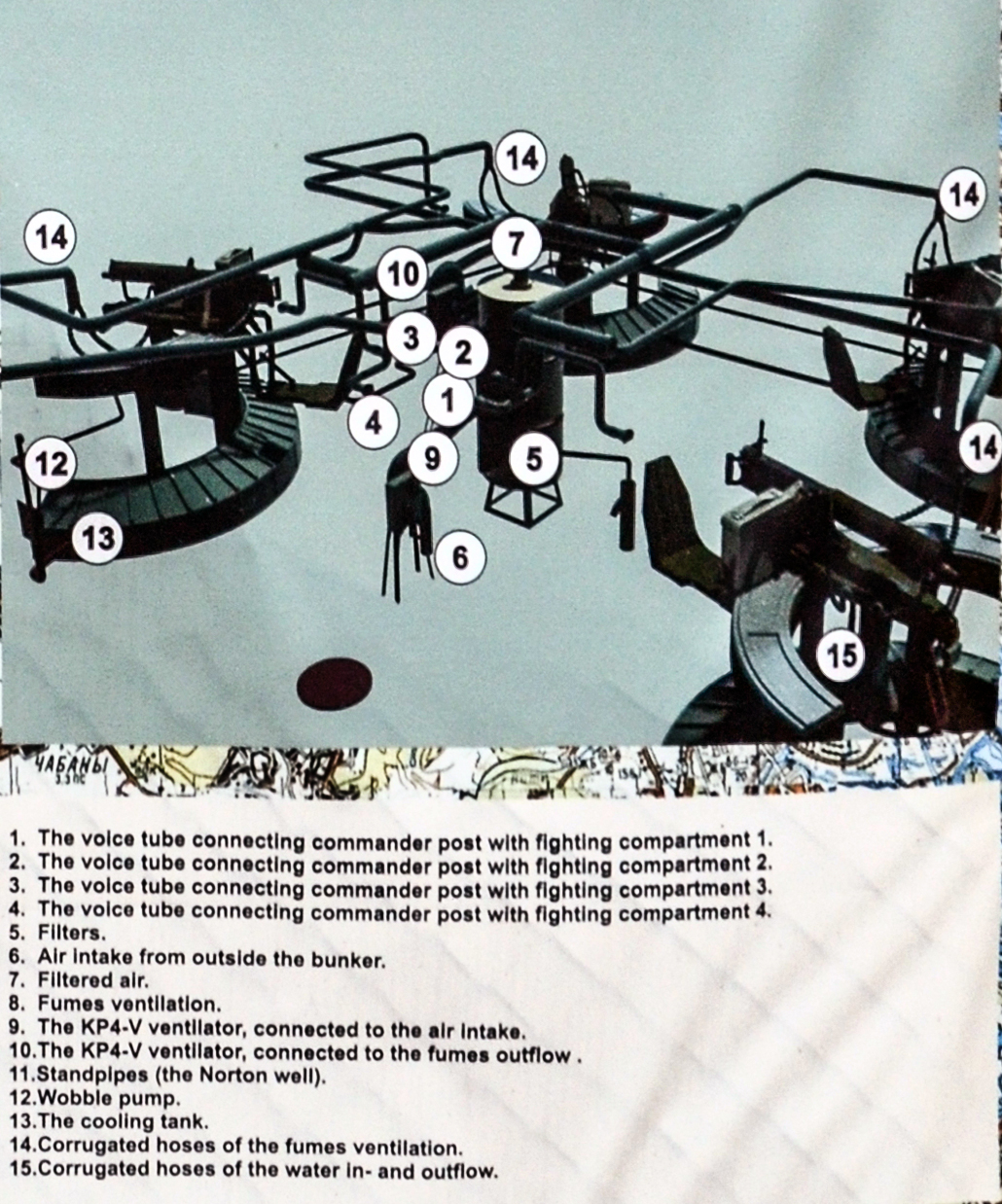
При стаціонарній установці кулемети охолоджувались проточною водою. Система охоложення ДОТа № 186 КиУР

Кулемет Максима активно застосовувався РСЧА під час Німецько-радянської війни. Його використовувала як піхота, так і гірськострілецькі загони, а також флот. Під час війни бойові можливості «Максима» намагалися підвищити не тільки конструктори і виробники, але і безпосередньо у військах. Солдати часто прибирали з кулемета бронещит, тим самим намагаючись підвищити маневреність і домогтися меншої помітності. Для маскування крім камуфляжного забарвлення, на кожух і щит кулемета надягали чохли. У зимовий час «Максим» встановлювали на лижі, санки або на човен-волокушу, з яких і вели вогонь. Під час Німецько-радянської війни кулемети кріпили на легкі позашляховики Willys MB і ГАЗ-64.
Був і зчетверений зенітний варіант «Максима». Ця ЗКУ широко застосовувалася як стаціонарна, самохідна, корабельна, встановлювалася в кузовах автомашин, бронепотягах, залізничних платформах, на дахах будівель. Кулеметні системи «Максима» стали найпоширенішою зброєю військової ППО. Зчетверена зенітно-кулеметна установка зразка 1931 року відрізнялася від звичайного «Максима» наявністю пристрою примусової циркуляції води і великою ємністю кулеметних стрічок — на 1000 набоїв замість звичайних 250. Використовуючи зенітні кільцеві приціли, установка була здатна вести ефективний вогонь по літакам супротивника які летять на низькій висоті (максимально на висотах до 1400 м при швидкості до 500 км/год). Ці установки також часто використовувалися для підтримки піхоти.
До кінця 1930-х років конструкція «Максима» була морально застарілою. Тіло кулемета (без станка, води в кожусі і патронів) мало вагу близько 20 кг. Вага станка Соколова — 40 кг, плюс 5 кг води. Оскільки використовувати кулемет без станка і води було неможливо, то робоча маса всієї системи (без становила) становила близько 65 кг. Переміщати таку вагу по полем бою під вогнем було непросто. Високий профіль ускладнював маскування; ушкодження тонкостінного кожуха в бою кулею або осколком практично виводило кулемет з ладу. Складно було застосовувати «Максим» в горах, де бійцям доводилося використовувати саморобні триноги замість штатних станків. Значні труднощі в літню пору викликало постачання кулемета водою. Крім того, система Максима була дуже складна в обслуговуванні.
Багато клопоту завдавала тканинна стрічка — її важко було споряджати, вона зношувалися, рвалася, вбирала воду. Для порівняння, єдиний кулемет вермахту MG-34 мав вагу 10,5 кг без набоїв, живився металевою стрічкою і не вимагав води для охолодження (при цьому дещо поступаючись «Максиму» з вогневої потужності, будучи за цими показниками ближче до ручного кулемета Дегтярьова, хоча і з одним важливим нюансом, — MG34 мав швидкозмінний ствол, який дозволяв при наявності запасних стволів вести з нього більш інтенсивну стрільбу чергами). Стрільба з MG-34 могла вестися без станка, що сприяло скритності позиції кулеметника.
З іншого боку, відзначалися і позитивні властивості «Максима»: завдяки безударній роботі автоматики він був дуже стійкий при стрільбі зі штатного станка, давав купчастість навіть кращу, ніж більш пізні розробки, і дозволяв дуже точно управляти вогнем. За умови грамотного обслуговування кулемет міг служити вдвічі довше встановленого ресурсу, який і так був більшим, ніж у нових, більш легких кулеметів.
Ще до війни була розроблена і запущена у виробництво істотно більш досконала і сучасна конструкція станкового кулемета — ДС-39 конструкції В. Дегтярьова. Однак через проблеми з надійністю і істотно більшою вимогою до обслуговування його виробництво незабаром було згорнуто, а більшість тих, що були у військах, примірників — втрачені на початковому етапі бойових дій (багато в чому схожа доля спіткала й інший зразок озброєння РСЧА — самозарядну гвинтівку Токарєва, яку не встигли довести до належного рівня надійності до початку війни, а згодом виробництво було вимушено згорнуто на користь застарілої, але добре відпрацьованої і звичної бійцям «трилінійки»).
Проте, нагальна необхідність заміни «Максима» більш сучасною зброєю не зникла, тому у 1943 році на озброєння був прийнятий станковий кулемет системи Петра Горюнова СГ-43 з повітряною системою охолодження ствола. СГ-43 перевершував «Максим» за багатьма параметрами. Надходити у війська він почав у другій половині 1943 року. Тим часом, «Максим» продовжував випускатися аж до кінця війни на Тульському і Іжевському заводах, і до завершення виробництва він залишався основним станковим кулеметом РСЧА.
Останній факт застосування кулемета Радянською армією стався в 1969 році під час прикордонного конфлікту на Даманському острові.

### Використання під часросійсько-української війни
Цей кулемет активно застосовувався і застосовується в багатьох гарячих точках і пізніше. Зокрема, його використовували як українські військові, так і окупантами в ході війні на Донбасі. Також відомо про його застосування російськими військовими в Херсонській області під час вторгнення в Україну 2022 року де він був встановлений на вантажний трицикл Loncin китайського виробництва.

## Варіанти
На основі конструкції Гайрема Максима в різних країнах було створено безліч варіантів кулемета.

### Кулемет Максима зразка 1910 року
7,62-мм кулемет «Максим» зразка 1910 року — російський варіант британського кулемета «Максим», що пройшов модернізацію на Тульському збройовому заводі під керівництвом майстрів І. А. Пастухова, І. А. Судакова і П . П. Третьякова. Зменшено вагу тіла кулемета і змінено деякі деталі: прийняття на озброєння набою із загостреною кулею зразка 1908 року викликало необхідність змінити в кулеметі «Максим» прицільні пристосування, переробити приймач, щоб він підходив під новий патрон, а також розширити отвір втулки надульника, щоб уникнути занадто великої тряски кулемета при стрільбі. Англійський колісний лафет був замінений на полегшений колісний станок А. А. Соколова, броньовий щит англійського зразка — на бронещит зменшених розмірів. Крім того, А. Соколов спроектував патронні коробки, двоколку для перевезення патронів, герметичні циліндри для ящиків з патронами.
Кулемет Максима зразка 1910 року зі станком важив 62,66 кг (а разом з рідиною, що заливається в кожух для охолодження ствола — близько 70 кг).
Кулемети Максима обр. 1910 року застосовувалися в ході Першої світової війни і громадянської війни, їх використовували як станкові кулемети, встановлювали на бронеавтомобілі, бронепоїзди і «тачанки».

### Кулемет Максима зразка 1910/30 року

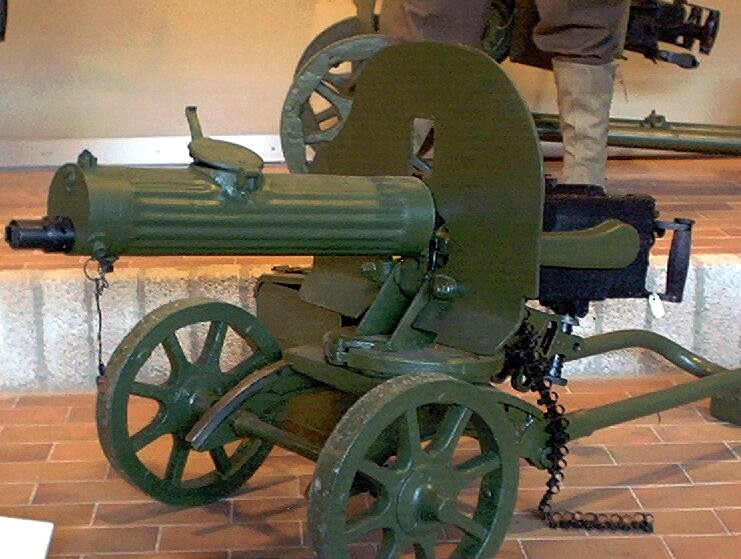
Кулемет Максима зразка 1910/30 року

В ході бойового застосування кулемета «Максим» стало ясно, що в більшості випадків вогонь ведеться на дистанції від 800 до 1000 м, а на такій дальності немає помітної відмінності в траєкторії легкої кулі зразка 1908 року і важкої кулі зразка 1930 року.
У 1930 році кулемет був знову модернізований, в конструкцію були внесені наступні зміни:
- встановлено відкидний потиличник, в зв'язку з чим змінилися права і ліва засувки і з'єднання спускного важеля і тяги
- запобіжник перенесений на спусковий гачок, що позбавило від необхідності діяти двома руками при відкритті вогню
- встановлено покажчик натягу поворотної пружини
- змінено приціл, введена стійка і хомутик з засувкою, на цілику бічних поправок збільшена шкала
- з'явився буфер — тримач для щита, прикріплений до кожуха кулемета
- введено окремий бойок до ударника
- для стрільби на далекі дистанції і з закритих позицій введена важка куля зразка 1930 року, оптичний приціл і кутомір — квадрант
- для більшої міцності кожух ствола виконується з поздовжнім рифленням.

Модернізований кулемет отримав назву «7.62 станковий кулемет системи Максима зразка 1910/30 року». У 1940 році, за підсумками досвіду Радянсько-фінської війни, кулемет отримав широкий заливний отвір і зливний кран для зливного отвору (за прикладом фінського M32), тепер в зимових умовах кожух можна було наповнювати льодом і снігом.

### M/32-33

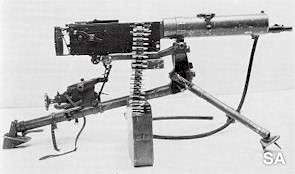
Фінський кулемет M/32-33

Цей фінський кулемет являє собою варіант російського кулемета зразка 1910 року. «Максим» M/32-33 був розроблений фінським зброярем Аймо Лахті у 1932 році у, він міг стріляти з темпом стрільби 800 постр./хв., В той час як російська кулемет зразка 1910 року стріляв з темпом 600 постр./хв.; крім цього «Максим» M/32-33 мав ряд інших нововведень. Він активно застосовувався фінською стороною під час Радянсько-фінської війни. Використовуваний набій відрізнявся по допусках від радянського.
ТТХ
- Калібр: 7,62 мм
- Набій: 7,62×53 мм R фінський.
- Темп стрільби: 650—850 постр./хв.
- Ефективна дальність стрільби: 2000 м

### Віккерс

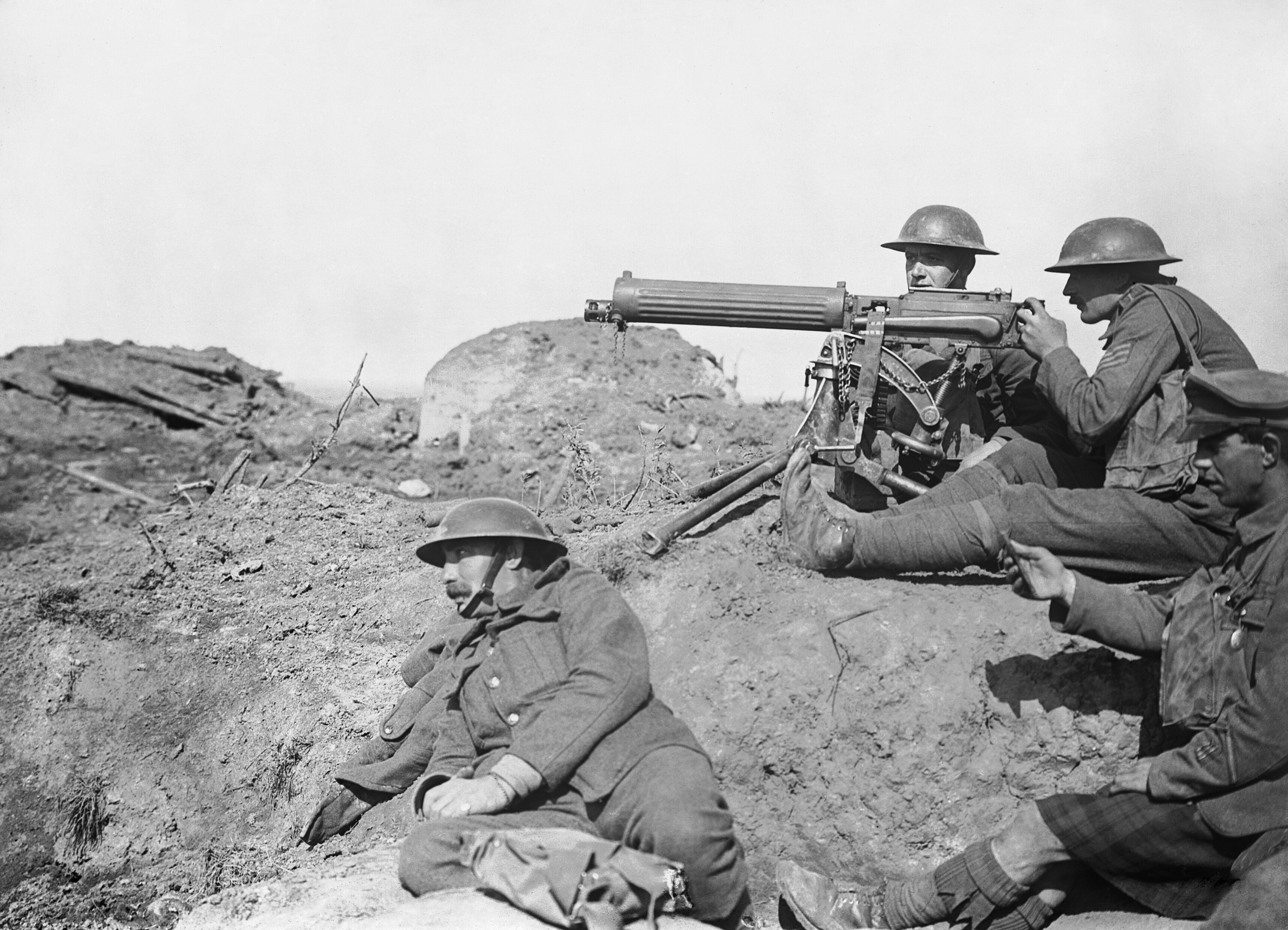
Кулемет «Віккерс» — англійський варіант кулемета «Максим».

«Віккерс» — англійський варіант кулемета, він був практично головною важкою автоматичною зброєю піхоти в армії Великої Британії з часу прийняття на озброєння у 1912 році і аж до початку 1960-х років. Крім Великої Британії Віккерси також виробляли в США, Австралії, Португалії. Перед вступом США в Першу світову війну військове міністерство оцінило зброю Антанти і після цього наприкінці 1916 року замовило збройовій компанії «Кольт» 4000 кулеметів Віккерс.
Будова кулемета Віккерс трохи відрізнялася від будови російського кулемета «Максим» зразка 1910 року наступним:
- замок був повернутий на 180 градусів так, що нижній спуск направлений вгору; це давало можливість знизити висоту і вагу короба.
- кришка короба розділена на дві половини: передня половина кришки закриває приймач, а задня половина закриває короб; обидві частини зафіксовані на одній осі.
- потиличник відкидний, прикріплений до короба двома засувами (верхнім і нижнім).

«Віккерс» у авіації
У 1914 році Віккерси стали встановлювати на військові літаки, а в 1916 році з'явився «Віккерс» Мк I (51), його відмінною рисою було повітряне охолодження ствола і тяга синхронізатора для стрільби через гвинт літака. У кожусі ствола спереду і ззаду були зроблені вентиляційні отвори. Вага «тіла» кулемета — 13,5  кг, цифра 511 вказувала на збільшений темп стрільби за допомогою буфера, який прискорював початкову швидкість накату рухомої системи. Віккерс використовувався як французькою, так і російською авіацією. Кулеметами «Віккерс» так само стали озброювати перші танки.
ТТХ:
- Калібр: 7,71 мм
- Початкова швидкість кулі: 745 м/с
- Вага у бойовому положенні зі щитом: близько 45 кг
- Довжина тіла кулемета: 1100 мм
- Темп стрільби: 500—600 пострілів/хв.
- Ємність стрічки: 250 набоїв
- Вага стрічки з набоями: 6,4 кг
- Прицільна дальність стрільби: 1000 м

### MG 08

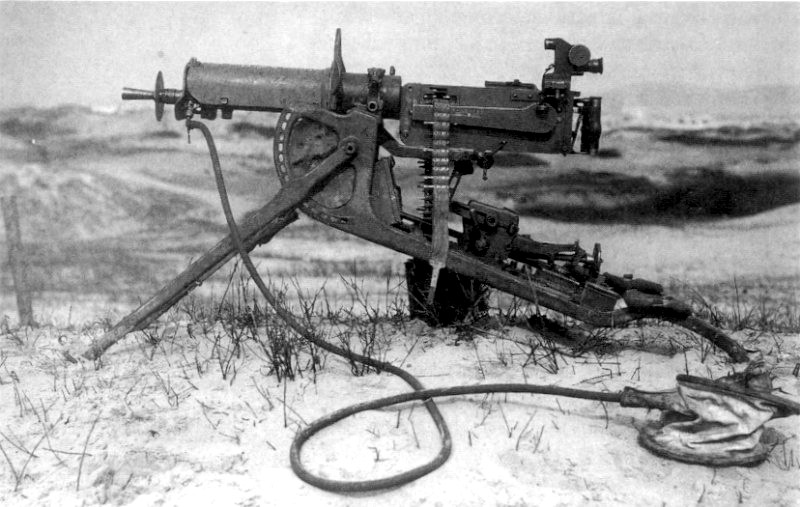
Німецький варіант кулемета Максима — MG 08

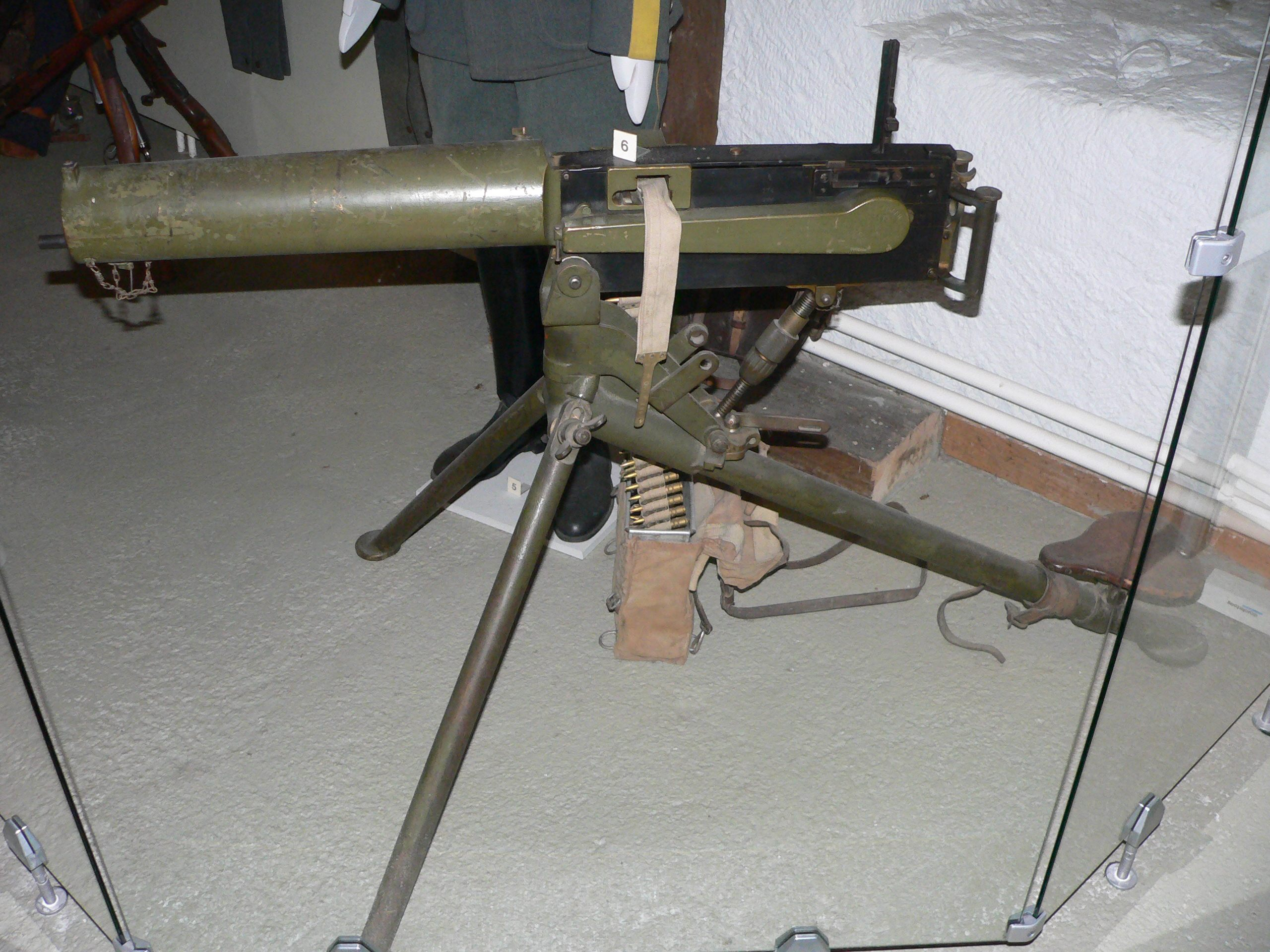
MG 00 (Maschinengewehr Modell 1900) — перший швейцарський варіант Максима

MG 08 (нім. Maschinengewehr 08) — німецький варіант кулемета Максима, міг встановлюватися як на салазковий так і на триножний станок. MG 08 активно використовувався німецькою армією під час Першої світової війни. Як і у базового зразка, автоматика MG 08 працює за системою використання віддачі ствола. Вермахт розпочав Другу світову війну маючи на озброєнні окрім інших зразків кулеметів, 42 722 станкових, важких кулемети MG 08/15 та MG 08/18. На початок Другої світової війни MG 08 вже застарів, його використання у Вермахті пояснювалося лише нестачею більш сучасних і нових кулеметів.
TTX:
- Калібр: 7,92×57 мм
- Початкова швидкість важкої кулі: 785 м/сек.
- Вага зі станком: 64 кг
- Довжина кулемета: 1187 мм
- Ємність стрічки: 250 набоїв
- Темп стрільби: 500—550 пострілів/хв.
- Практична швидкострільність: 250—300 пострілів/хв.
- Прицільна дальність: 2000 м

### MG-11
Швейцарський варіант кулемета Максима, який базується на німецькому MG 08. Використовував стандартний швейцарський гвинтівковий набій 7,5 × 55 мм Шмідт-Рубін.

### КП-1
КП-1 (Кулемет Повітряний, рос. ПВ-1, Пулемёт Воздушный) — варіант, призначений для встановлення на військові літаки. Відрізняється від базової моделі способом кріплення до носія і відсутністю кожуху повітряного охолодження.
ТТХ:
- Довжина: 1067 мм
- Довжина ствола: 721 мм
- Набій: 7,62×54 мм
- Калібр: 7,62 мм
- Швидкострільність: 600 пострілів за хвилину
- Дулова швидкість: 740 м/с
- Живлення: штатна стрічка на 250 набоїв

### Тип 24

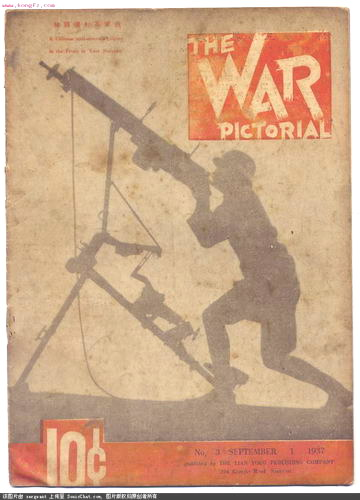
Кулемет Тип 24 на обкладинці журналу The War Pictorial

Тип 24 (кит.: 二四式重機槍) — китайський варіант, який є копією німецького MG 08 (24-й рік за літочисленням Міньго відповідає 1935 року григоріанського календаря). Випускався цзинлінським арсеналом (Нанкін) з триногим станком Dreifuß 16. Всього було випущено близько 36 тисяч штук. Потім багато з них було перероблено під радянський набій 7,62×54 мм R. Існувала також модифікація кулемета з повітряним охолодженням, «Тип 36».

### Великокаліберні варіанти

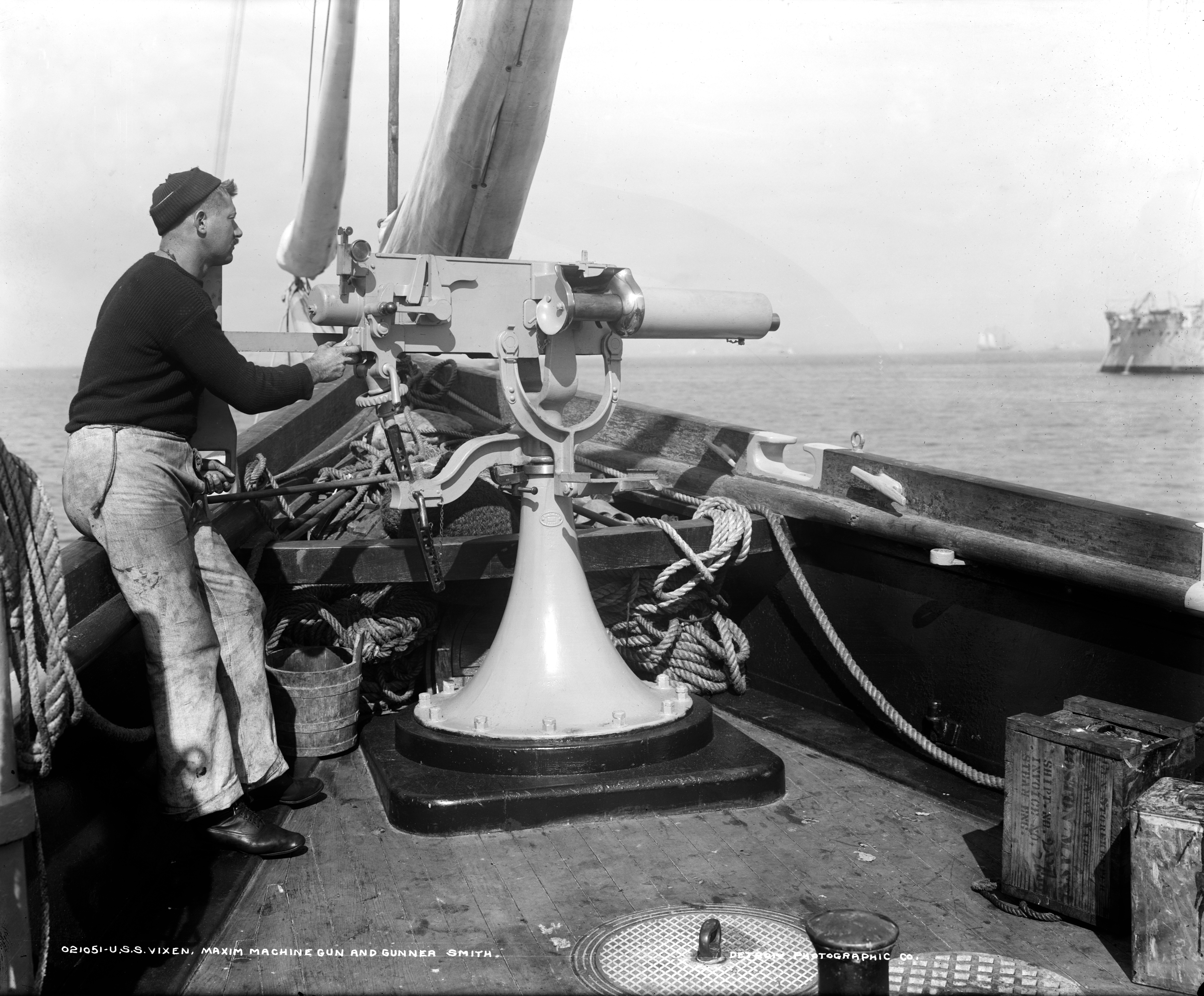
Великокаліберний максим на військовому кораблі.

Окрім варіантів під гвинтівковий набій, випускалися й великокаліберні версії: Vickers .50 (12,7 × 81 мм), які використовували у британському флоті та сухопутних військах і експериментальний MG 18 TuF (13,25 × 92 мм SR). Vickers .50 використовували під час Другої світової війни. Також використовували зчетверені варіанти як зенітні кулемети.

## Кулемет Максима зразка 1910 року у порівнянні з іншими кулеметами
| Назва                            | Країна            | Набій              | Довжина, мм | Вага, кг               | Темп стрільби, постріл/хв | Прицільна дальність стрільби, м | Початкова швидкість кулі, м/с                       |
| -------------------------------- | ----------------- | ------------------ | ----------- | ---------------------- | ------------------------- | ------------------------------- | --------------------------------------------------- |
| Кулемет Максима зразка 1910 року | Російська імперія | 7,62×54 мм R       | 1067        | 64,3                   | 600                       | 2000                            | 865 (куля зразка 1908) 800 (важка куля зразка 1931) |
| Schwarzlose MG M.07/12           | Австро-Угорщина   | 8×50 мм R Манліхер | 945         | 41,4                   | 400—580                   | 2000                            | 610                                                 |
| MG-08                            | Німецька імперія  | 7,92×57 мм         | 1190        | 64                     | 500—600                   | 2400                            | 815                                                 |
| Віккерс                          | Велика Британія   | .303 British       | 1100        | 50                     | 500—600                   | 2190 (2400 ярдів)               | 745                                                 |
| Hotchkiss Mle 1914               | Франція           | 8×50 мм R Лебель   | 1390        | 23,58 (46,8 на станку) | 500                       | 2000                            | 746                                                 |
| Browning M1917                   | США               | 7,62×63 мм         | 1219        | 47                     | 450                       | 1370                            | 854                                                 |

## Оператори

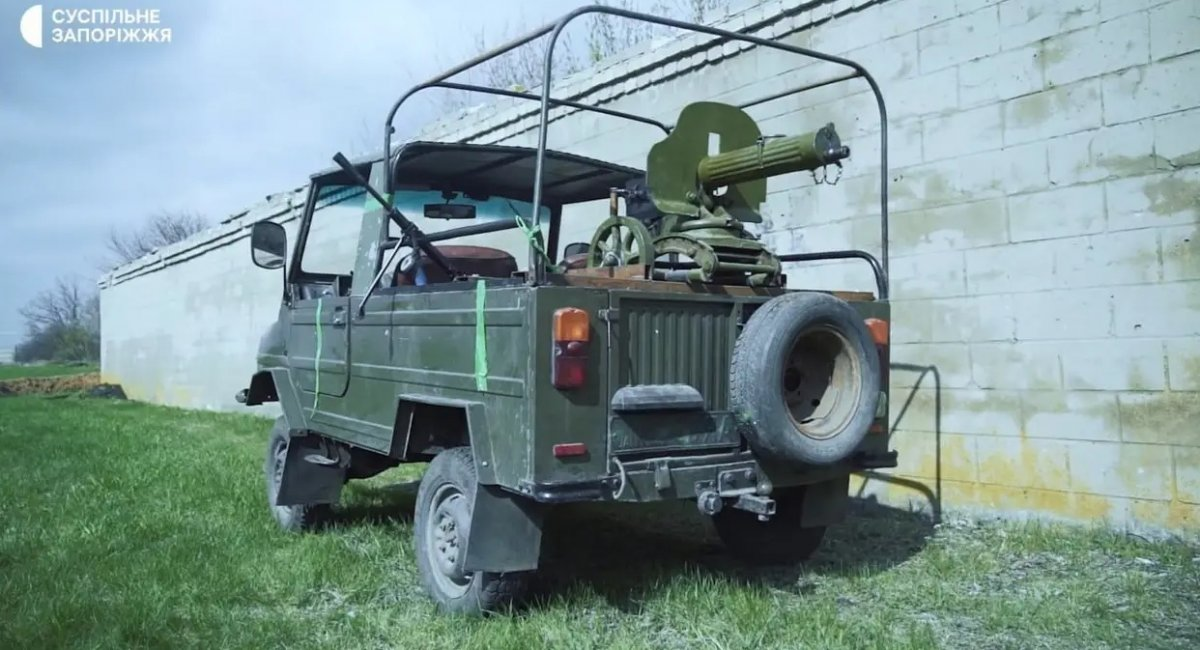
ЛуАЗ-969М запорізької тероборони, 2022 рік

- Болгарія: перед початком Першої світової війни на озброєння було прийнято «Максим» М1904 та М1907 під набій австро-угорський 8×50 mm R Mannlicher, у 1921—1923 роках деяка кількість російських 7,62-мм кулеметів «Максим» зразка 1910 року надійшли у розпорядження болгарської армії після роззброєння частин армії Врангеля які прибули до Болгарії.
- Велика Британія;
- Німецька імперія;
- Грецьке королівство: греки купували максими під свій набій 6,5×54 мм Манліхер-Шенауер;[10]
- Королівство Італія;
- Королівство Сербія: сербський варіант німецького Максима — MG 08 під набій 7×57 мм виготовлявся на заводах німецької компанії DWM за сербським замовленням під назвою M1909.[10];[10][11]
- Османська імперія: турецька армія на початок Першої Балканської війни мала 220 максимів, Hotchkiss M1900 та гвинтівки Маузер під набій 7,65×53 мм Argentino;[10]
- Російська імперія;
- Румунське королівство: на озброєнні румунської армії були варіанти М1907 та М1910 під набій 6,5×53 мм R;[10]
- СРСР;
- Королівство Чорногорія: чорногорські війська озброювалися німецькими MG 08 під індексом М1912 калібру 7,62×54 мм R;[10]
- Фінляндія;
- Швейцарія;
- Україна (Війна на сході України та Російське вторгнення в 2022)
- Російські окупаційні корпуси (так звані «ЛНР», «ДНР»)

## Кулемет Максима у культурі
Англійський поет Х. Беллок увічнив систему Максима в вірші «The Modern Traveller» (часто авторство цих рядків, що стали афоризмом, помилково приписується Редьярду Кіплінгу):
Whatever happens, we have got

The Maxim gun, and they have not.

Підрядковий переклад:

Щоб не трапилось, у нас є

«максим», а у них немає.
Кулеметі «максим» можна побачити у багатьох фільмах про події Першої світової, громадянської війни та Німецько-російської війни («Чапаєв», «Офіцери» тощо). Кулемет часто використовують у фільмах, наприклад «Дежа Вю» (1989) і «Брат-2».

## Відео
- Розбирання та налаштування кулемета Максима
- Серия о пулемёте «Максим» [Архівовано 8 березня 2016 у Wayback Machine.] в передаче «Военное дело» (YouTube)
- Стрельба из пулемёта «Максим» на YouTube
- The Story of Maxim gun 10 min documentary на YouTube